# Большой Моховой-Ёль
Большой Моховой-Ёль — река в России, протекает  по территории района Печора Республики Коми. Левый приток реки Кожва.

## География
Устье реки находится в 46 км по левому берегу реки Кожва. Длина реки составляет 17 км.

## Этимология гидронима
Гидроним представляет гибрид русского компонента Большой Моховой и коми ёль — «ручей». Возможно, является переводом местного названия Ыджыд-Нитшаёль.

## Данные водного реестра
По данным государственного водного реестра России относится к Двинско-Печорскому бассейновому округу, водохозяйственный участок реки — Печора от водомерного поста у посёлка Шердино до впадения реки Уса, речной подбассейн реки — бассейны притоков Печоры до впадения Усы. Речной бассейн реки — Печора.
Код объекта в государственном водном реестре — 03050100212103000064433.